# Mudumalus
Mudumalus is een geslacht van hooiwagens uit de familie Assamiidae.
De wetenschappelijke naam Mudumalus is voor het eerst geldig gepubliceerd door Roewer in 1929. 

## Soorten
Mudumalus is monotypisch en omvat slechts de volgende soort:
- Mudumalus partialis